# Micrathyria catenata
Micrathyria catenata är en trollsländeart som beskrevs av Philip Powell Calvert 1909. Micrathyria catenata ingår i släktet Micrathyria och familjen segeltrollsländor. IUCN kategoriserar arten globalt som livskraftig. Inga underarter finns listade i Catalogue of Life.